# Crimthann Srem mac Echado
Crimthann Srem mac Echado ou Crimthann Feimin (mort vers 542) a peut-être été un roi de Munster (en irlandais : Muman), l'un des cinq royaumes d'Irlande, qui vivait au VIe siècle. Il appartenait au clan des Eóganachta. Il était fils d'Eochaid mac Óengusa (mort vers 522) et petit-fils d'Óengus mac Nad Froích (mort vers 489), premier roi chrétien de Muman. 

## Biographie
D'après les Annales de Tigernach, il aurait succédé directement à son père comme roi de Muman en 522. Si l'on suit les Laud Synchronisms, il aurait régné 20 ans, ce qui place sa mort vers 542. 
Toutefois, la chronique des rois du VIe siècle n'est pas toujours connue avec exactitude et les Laud Synchronisms pourraient avoir été écrits afin de favoriser cette branche de la famille : Crimthann Srem est en effet le fondateur du sept royal des Eóganacht Glendamnach, qui devait fournir un grand nombre des rois ultérieurs de Muman. La saga Senchas Fagbála Caisil (L'histoire de la découverte de Cashel) l'omet de la liste des rois tandis que le Livre de Leinster l'y met. 
Il eut cinq fils dont Coirpre Cromm mac Crimthainn (mort en 577), qui fut lui aussi un roi de Muman. 
Les généalogies lui donnent un frère né le même jour que lui, également nommé Crimthann, fils d'une femme nommé Dearcon, et qui fut l'ancêtre de la branche des Eóganacht Airthir Chlíach (établie autour de la ville de Tipperary). Ces deux frères n'en ont peut-être jamais fait qu'un seul, auquel cas il serait le Crimthann, fils de Dearcon, mentionné dans un document relatant à un synode tenu en Muman au VIe siècle.